# Quartilă
În statistică, quartila este oricare din cele trei valori ce împart un set ordonat de date în patru părți de mărime egală. 
În epidemiologie, quartila reprezintă oricare din cele patru părți egale ale setului de date.

## Definiție
- prima quartilă (Q1) delimitează cele mai mici 25% din date.
- a doua quartilă (Q2) delimitează cele mai mici 50% din date / împarte setul în două. Este egală cu mediana.
- a treia quartilă (Q3) delimitează cele mai mari 25% din date.

Diferența dintre Q3 și Q1 se numeste amplitudine interquartilică și este o măsură statistică a dispersiei.

## Metode de calculare a quartilelor
În statistica descriptivă sunt utilizate diferite metode de calculare a quartilelor.

### Tukey
Metoda aleasă de John Tukey consideră quartilele mediane ale celor două mulțimi de date care rezultă după alegerea medianei. Dacă mulțimea are un număr impar de date, mediana va fi inclusă în ambele.